# حبيل الهلع (يهر)

تعديل مصدري - تعديل

حبيل الهلع هي إحدى قرى عزلة يهر بمديرية يهر التابعة لمحافظة لحج، بلغ تعداد سكانها 66 نسمة حسب تعداد اليمن لعام 2004.